# Ahmet Muhtar Merter
Ahmet Muhtar Merter (Istanbul, ... – Istanbul, 1959) è stato un lottatore turco.
Fu un leader e combattente turco nella guerra d'indipendenza turca.
Ad Istanbul una parte della città fu nominata Merter in suo onore e vi è una fotografia che pende all'interno del museo di Anıtkabir. Vi è inoltre una scuola elementare a lui dedicata.  Per tre anni a partire dal 1957, 1958 e 1959 Muhtar fu il Presidente o il cosiddetto Ağa dello sport nazionale turco: Yağlı güreş..